# Stathmodera subvittata
Stathmodera subvittata är en skalbaggsart som beskrevs av Stefan von Breuning 1981. Stathmodera subvittata ingår i släktet Stathmodera och familjen långhorningar. Inga underarter finns listade i Catalogue of Life.